# Llista de seleccions nacionals de corfbol

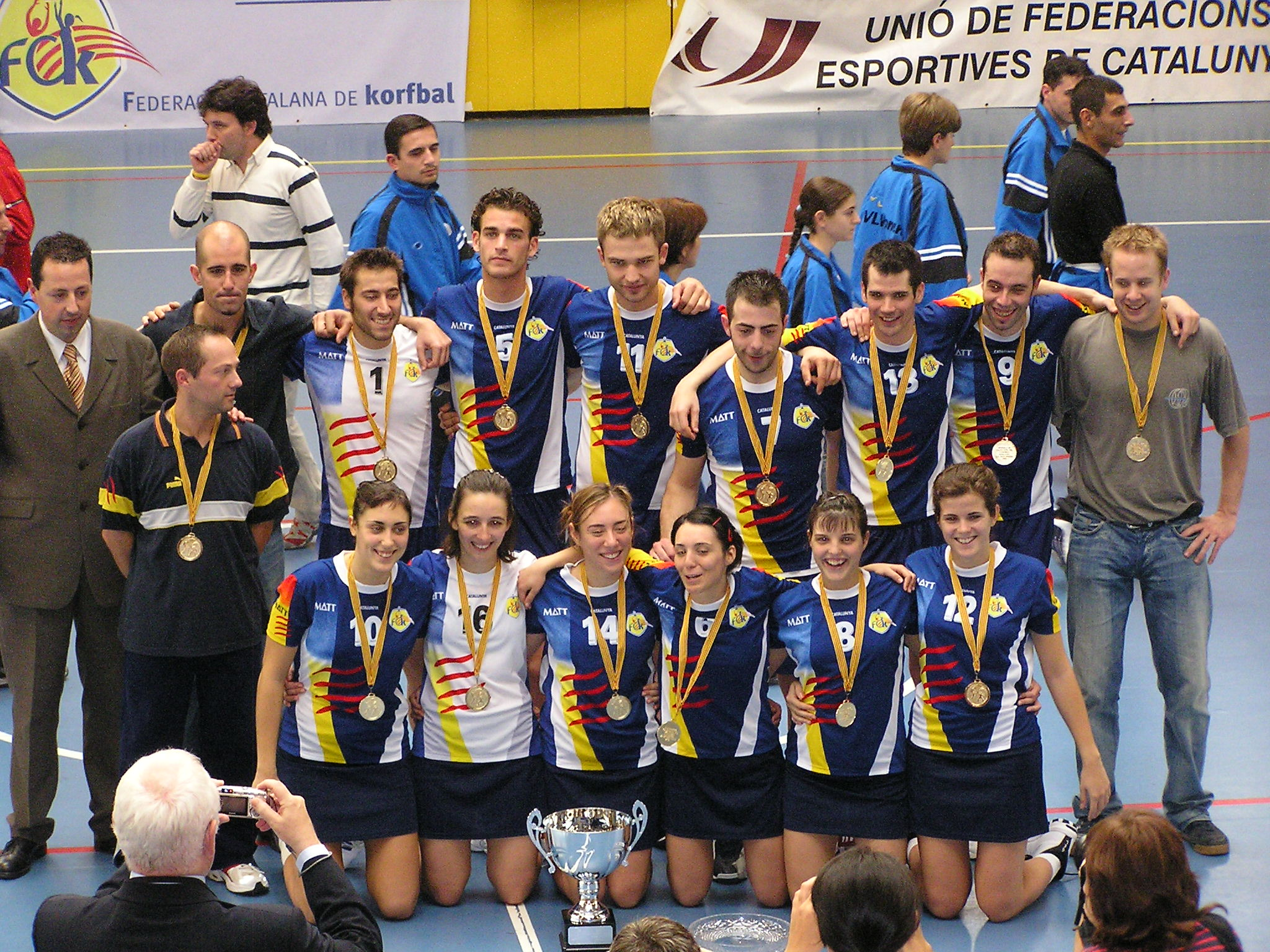
La selecció catalana de korfbal després de guanyar el Campionat d'Europa B de seleccions a Terrassa l'any 2005.

La Llista de seleccions nacionals de corfbol inclou les seleccions nacionals de corfbol reconegudes oficialment per la Federació Internacional de Corfbol.

## Africa

### Botswana
La Korfball Association Botswana (KAB) és una selecció nacional reconeguda oficialment per la Federació Internacional de Corfbol.

### Camerun
La Association Camerounaise de Korfball és una selecció nacional reconeguda oficialment per la Federació Internacional de Corfbol.

### Ghana
La Ghana Korfball Federation (GKF) és una selecció nacional reconeguda oficialment per la Federació Internacional de Corfbol.

### Costa d'Ivori
La Federation Ivoirienne de Korfball (FIK) és una selecció nacional reconeguda oficialment per la Federació Internacional de Corfbol.

### Kenya
La Kenya Korfball Federation és una selecció nacional reconeguda oficialment per la Federació Internacional de Corfbol.

### Malawi
La Malawi Korfball Association (MKA) és una selecció nacional reconeguda oficialment per la Federació Internacional de Corfbol.

### Sud-àfrica
La South African Korfball Federation (SAKF) és una selecció nacional reconeguda oficialment per la Federació Internacional de Corfbol.

### Marroc
La Moroccan Association for Korfball és una selecció nacional reconeguda oficialment per la Federació Internacional de Corfbol.

### Zàmbia
La Korfball Federation of Zambia (KFZ) és una selecció nacional reconeguda oficialment per la Federació Internacional de Corfbol.

### Zimbawe
La Zimbabwe Korfball Federation és una selecció nacional reconeguda oficialment per la Federació Internacional de Corfbol.

## Amèrica

### Argentina
La Asociación de Korfball Argentina (AKA) és una selecció nacional reconeguda oficialment per la Federació Internacional de Corfbol.

### Aruba
La Korfball Bond Aruba (KBA) és una selecció nacional reconeguda oficialment per la Federació Internacional de Corfbol que es va fundar l'any 1978. El 1987 va obtenir la vuitena plaça al Tercer campionat del món i el 1991 va quedar en la desena posició al Quart campionat del món.

### Brasil
La Korfball Federation of Brazil (KFB) és una selecció nacional reconeguda oficialment per la Federació Internacional de Corfbol.

### Canadà
La Canada Korfball Association és una selecció nacional reconeguda oficialment per la Federació Internacional de Corfbol.

### Colòmbia
La Federacion Korfball Colombia (FKC) és una selecció nacional reconeguda oficialment per la Federació Internacional de Corfbol.

### Costa Rica
La Costa Rica Korfball Association (CRKA) és una selecció nacional reconeguda oficialment per la Federació Internacional de Corfbol.

### Curacao
La Curacaose Korfbalbond (CKB) és una selecció nacional reconeguda oficialment per la Federació Internacional de Corfbol.

### República Dominicana
La FEKORD és una selecció nacional reconeguda oficialment per la Federació Internacional de Corfbol.

### Suriname
La Suriname Korfball Federation (SKF) és una selecció nacional reconeguda oficialment per la Federació Internacional de Corfbol.

### Estats Units
La United States Korfball Federation (USKF) és una selecció nacional reconeguda oficialment per la Federació Internacional de Corfbol.

## Àsia

### Xina
La Chinese Korfball Association (CKA) és una selecció nacional reconeguda oficialment per la Federació Internacional de Corfbol.

### Taipei
La Chinese Taipei Korfball Association (CTKA) és una selecció nacional reconeguda oficialment per la Federació Internacional de Corfbol.

### Hong Kong
La Hong Kong China Korfball Association (HKCKA) és una selecció nacional reconeguda oficialment per la Federació Internacional de Corfbol.

### India
La India Korfball Committee (interim) és una selecció nacional reconeguda oficialment per la Federació Internacional de Corfbol.

### Indonèsia
La Persatuan Korfball Seluruh Indonesia (PKSI) és una selecció nacional reconeguda oficialment per la Federació Internacional de Corfbol. Ésmembre de la IKF des del 1984 i el setembre del 2007 era la selecció número 27 del ranking.

### Japó
La Japan Korfball Association (JKA) és una selecció nacional reconeguda oficialment per la Federació Internacional de Corfbol.

### Corea
La Korea Korfball Federation (KKF) és una selecció nacional reconeguda oficialment per la Federació Internacional de Corfbol.

### Macau
La Macau Korfball Association (MKA) és una selecció nacional reconeguda oficialment per la Federació Internacional de Corfbol.

### Malàisia
La Malaysian Korfball Association (MKA) és una selecció nacional reconeguda oficialment per la Federació Internacional de Corfbol.

### Nepal
La Korfball Federation of Nepal és una selecció nacional reconeguda oficialment per la Federació Internacional de Corfbol.

### Paquistan
La Pakistan Korfball Federation (PKF) és una selecció nacional reconeguda oficialment per la Federació Internacional de Corfbol.
| Campionat d'Àsia i Oceania |                               |      |               |
| Any                        | Campionat                     | Seu  | Classificació |
| 2010                       | 8è Campionat d'Àsia i Oceania | Xina | 8a plaça      |

### Filipines
La Philippine Korfball Federation (PKF) és una selecció nacional reconeguda oficialment per la Federació Internacional de Corfbol.

### Singapur
La Singapore Korfball Federation (SKF) és una selecció nacional reconeguda oficialment per la Federació Internacional de Corfbol.

### Sri Lanka
La Korfball Sri Lanka és una selecció nacional reconeguda oficialment per la Federació Internacional de Corfbol.

### Tailàndia
La Korfball Association of Thailand (KAT) és una selecció nacional reconeguda oficialment per la Federació Internacional de Corfbol.

## Oceania

### Austràlia
La Korfball Australia (KA) és una selecció nacional reconeguda oficialment per la Federació Internacional de Corfbol.

### Nova Zelanda
La Korfball New Zealand (KNZI) és una selecció nacional reconeguda oficialment per la Federació Internacional de Corfbol.
| Campionat d'Àsia i Oceania |                               |                             |               |
| Any                        | Campionat                     | Seu                         | Classificació |
| 2004                       | 6è Campionat d'Àsia i Oceania | Christchurch (Nova Zelanda) | 3a plaça      |
| 2006                       | 7è Campionat d'Àsia i Oceania | Hong Kong                   | 6a plaça      |

## Europa

### Armènia
La Korfball Federation of Armenia (KFA) és una selecció nacional reconeguda oficialment per la Federació Internacional de Corfbol.

### Belarús
La Belarus Korfball Federation (BKF) és una selecció nacional reconeguda oficialment per la Federació Internacional de Corfbol.

### Bèlgica
La Royal Belgian Korfball Federation (KBKB) és una selecció nacional reconeguda oficialment per la Federació Internacional de Corfbol.

### Bòsnia Herzegovina
La Korfball Federation of Bosnia and Herzegovina (KFBH) és una selecció nacional reconeguda oficialment per la Federació Internacional de Corfbol.

### Bulgària
La Bulgarian Federation Korfball and Intercrosse és una selecció nacional reconeguda oficialment per la Federació Internacional de Corfbol.

### Catalunya
La Federació Catalana de Korfbal (FCK) és una selecció nacional reconeguda oficialment per la Federació Internacional de Corfbol.

### Croàcia
La Croatian Korfball Federation és una selecció nacional reconeguda oficialment per la Federació Internacional de Corfbol.

### Xipre
La Cyprus Korfball Federation (CKF) és una selecció nacional reconeguda oficialment per la Federació Internacional de Corfbol.

### República Txeca
La Czech Korfball Association (CKA) és una selecció nacional reconeguda oficialment per la Federació Internacional de Corfbol.

### Anglaterra
La English Korfball Association (EKA) és una selecció nacional reconeguda oficialment per la Federació Internacional de Corfbol.

### Finlàndia
La Finnish Korfball Committee (FKC) és una selecció nacional reconeguda oficialment per la Federació Internacional de Corfbol.

### França
La Fédération Korfbal France és una selecció nacional reconeguda oficialment per la Federació Internacional de Corfbol.

### Geòrgia
La Georgian Korfball Federation (GKF) és una selecció nacional reconeguda oficialment per la Federació Internacional de Corfbol.

### Alemanya
La Deutscher Turner-Bund e.V (DTB) és una selecció nacional reconeguda oficialment per la Federació Internacional de Corfbol.

### Grècia
La Greek Korfball Association (GKA) és una selecció nacional reconeguda oficialment per la Federació Internacional de Corfbol.

### Hongria
La Hungarian Korfball Association (HKA) és una selecció nacional reconeguda oficialment per la Federació Internacional de Corfbol.

### Irlanda
La Irish Korfball Association (IKA) és una selecció nacional reconeguda oficialment per la Federació Internacional de Corfbol.

### Itàlia
La Federazione Italiana Korfball (FIK) és una selecció nacional reconeguda oficialment per la Federació Internacional de Corfbol.

### Luxemburg
La Federation Luxembourgeoise du Korfball (FLKB) és una selecció nacional reconeguda oficialment per la Federació Internacional de Corfbol.

### Països Baixos
La Koninklijk Nederlands KorfbalVerbond (KNKV) és una selecció nacional reconeguda oficialment per la Federació Internacional de Corfbol.

### Polònia
La Polski Zwiazek Korfballu (PZKorf) és una selecció nacional reconeguda oficialment per la Federació Internacional de Corfbol.

### Portugal
La Federaçao Portugesa de Corfebol (FPC) és una selecció nacional reconeguda oficialment per la Federació Internacional de Corfbol.

### Romania
La Romanian Korfball Federation (RFK) és una selecció nacional reconeguda oficialment per la Federació Internacional de Corfbol.
| European Bowl |                  |                    |                |
| Any           | Campionat        | Seu                | Classificació  |
| 2007          | 2a European Bowl | Sèrbia / Luxemburg | 4a plaça (Est) |
| 2009          | 3a European Bowl | Eslovàquia         | 4a plaça (Est) |

### Rússia
La Russian Korfball Federation (RKF) és una selecció nacional reconeguda oficialment per la Federació Internacional de Corfbol.

### Escòcia
La Scottish Korfball Association (SKA) és una selecció nacional reconeguda oficialment per la Federació Internacional de Corfbol.

### Sèrbia
La Korfball Federation of Serbia és una selecció nacional reconeguda oficialment per la Federació Internacional de Corfbol.

### Eslovàquia
La Slovak Korfball Association (SAK) és una selecció nacional reconeguda oficialment per la Federació Internacional de Corfbol.

### Suècia
La Swedish Korfball Committee (SKC) és una selecció nacional reconeguda oficialment per la Federació Internacional de Corfbol.

### Suïssa
La Fédération Suisse de Korfball és una selecció nacional reconeguda oficialment per la Federació Internacional de Corfbol.

### Turquia
La Turkish Developing Sports Federation (TDSF) és una selecció nacional reconeguda oficialment per la Federació Internacional de Corfbol.

### Ucraïna
La All-Ukrainian Korfball Federation és una selecció nacional reconeguda oficialment per la Federació Internacional de Corfbol.

### Gal·les
La Welsh Korfball Association (WKA) és una selecció nacional reconeguda oficialment per la Federació Internacional de Corfbol.